# Sander Sagosen
Sander Sagosen, född 14 september 1995 i Trondheim, är en norsk handbollsspelare (mittnia, ibland vänsternia). Han spelar sedan 2023 för Kolstad Håndball och har spelat över 100 landskamper för Norges landslag. Sedan slutet av 2010-talet har han setts som en av världens absolut bästa spelare.
I januari 2019 utsågs han av dagstidningen Verdens Gang till Norges bästa herrspelare i handboll genom tiderna.
Från 2023 ska han tillbaka till norska ligan och Kolstad Håndball.

## Meriter
Klubblag
- Champions League-mästare 2020 med THW Kiel
- Tysk mästare 2021 och 2023 med THW Kiel
- Tysk cupmästare 2022 med THW Kiel
- Fransk mästare 2018, 2019 och 2020 med Paris Saint-Germain HB
- Fransk cupmästare 2018 med Paris Saint-Germain HB
- Dansk mästare 2017 med Aalborg Håndbold

Landslag
- VM 2017 i Frankrike:  Silver
- VM 2019 i Danmark och Tyskland:  Silver
- EM 2020 i Norge/Sverige/Österrike:  Brons

Individuella utmärkelser
- All-star team som bäste mittnia i EM 2016
- All-star team som bäste vänsternia i VM 2017
- All-star team som bäste mittnia i EM 2018
- All-star team som bäste vänsternia i VM 2019
- All-star team som bäste vänsternia i EM 2020
- Vinnare av skytteligan i EM 2020
- All-star team som bäste mittnia i EHF Champions League 2018
- All-star team som bäste vänsternia i EHF Champions League 2020
- Vinnare av skytteligan i Håndboldligaen 2017
- Utsedd till bäste unga spelare i världen av webbsidan Handball-planet 2015, 2016 och 2017
- Utsedd till bäste spelare i världen av webbsidan Handball-planet 2018